# Lunenburg megye (Virginia)
Lunenburg megye az Amerikai Egyesült Államokban, azon belül Virginia államban található. Megyeszékhelye Lunenburg, legnagyobb városa Victoria. Lakosainak száma 11 936 fő (2020. április 1.). Lunenburg megye Prince Edward, Nottoway, Brunswick, Mecklenburg és Charlotte megyékkel határos.

## Népesség
A megye népességének változása:
| Lakosok száma | 12 897 | 12 876 | 12 606 | 12 527 | 12 299 | 11 936 |
|               | 2010   | 2011   | 2012   | 2013   | 2015   | 2020   |